# Calle Ayacucho (Tucumán)
La Calle Batalla de Ayacucho es una calle de San Miguel de Tucumán, Tucumán, Argentina. Se extiende desde la avenida 24 de septiembre y Junín hasta la calle Antonio Ramón Benejam. Es de sentido único sur-norte, aunque entre Domingo Matheu y Lavaisse es de doble mano. Lleva el nombre en honor a la Batalla de Ayacucho, batalla clave ganada por el Ejército Unido Libertador que consolidó la independencia de los nuevos países latinoamericanos y la posterior rendición del Ejército Realista.

## Historia
La calle fue creada con el trazado original de la ciudad en 1685, siendo extendida hacia el sur tras el ensanche de 18,30 metros de ancho de las calles de la ciudad en la intendencia de José Padilla en 1887. Sobre el sitio de la actual calle se desarrolló la Batalla de Tucumán en el Campo de las Carreras, ganada por el Ejército del Norte de Manuel Belgrano. Durante el siglo XX se asentaron diversas instituciones como el Hospital de Niños, las sedes de la Universidad Nacional de Tucumán (Rectorado, Facultad de Bioquímica) y se crearon las plazas San Martín y Rivadavia.
En 1988 la calle Ayacucho, junto a otras calles del centro tucumano, cambió de sentido por razones de mayor fluidez en la circulación vehicular al pasar a tener sentido sur-norte. En 2023 se repavimentó la calle entre Malabia y Lavaisse, construyéndose además bocacalles en todas las intersecciones.

## Sitios de Interés
A lo largo de esta calle se desarrollan varios lugares de interés y emblemáticos:
- Mutualidad Provincial
- Clínica Aliviar
- Ipef Norte Argentino
- Instituto George Washington
- Batallón 8 Gral. Belgrano
- Rectorado Universidad Nacional de Tucumán
- Escuela Integral Argentino Hebrea Independencia
- Plaza San Martín
- Plaza Los Decididos de Tucumán
- Hospital del Niño Jesús
- Parque Independencia
- Plaza Güemes
- Comisaría 9°
- Plaza Barrio Diza
- Escuela Primaria Martín Miguel de Güemes
- Escuela Secundaria Martín Miguel de Güemes
- Plaza San Expedito